# 子午治療
子午治療（しごちりょう）とは、子午関係を応用し、用鍼を時間帯に合わせて刺鍼していく方法である。子午運気の治療または対角線療法、子午療法といったりする。

## 概要
素問天元紀大論篇第六十六、五運気大論篇第六十七、六微旨大論篇第六十八、気交変大論第六十九、五常政大論第七十、六元正紀大論第七十一、至真要大論第七十四をはじめとした運気七篇の中の子午関係を臨床的に応用したものが子午治療である。
具体的には、経絡を十二支に配当して時刻と経絡の関係を明らかにしたうえで対角の十二支を関連づけて臨床に応用する。ある経に病症が限局した場合、治療穴をその経と子午関係にある経に求めて施術する。治療穴は病症発現経である患側と治療経である健側に主に絡穴または郄穴を求めることになるため、強い圧痛点でなければならない。

## 子午と経絡
- 胆経（子） - 心経（午）
- 肝経（丑） - 小腸経（未）
- 肺経（寅） - 膀胱経（申）
- 大腸経（卯） - 腎経（酉）
- 胃経（辰） - 心包経（戌）
- 脾経（巳） - 三焦経（亥）